# Колорадо-Спрінгс (аеропорт)
Муніципальний аеропорт Колорадо-Спрінгс (IATA: COS, ICAO: KCOS, FAA ідент. місц.: COS) — відомий як аеропорт Колорадо-Спрінгс, є міським державним цивільно-військовим аеропортом в 6 милях (9,7 км) на південний схід від центру Колорадо-Спрінгс, в окрузі Ель-Пасо (штат Колорадо, США). Це другий за завантаженістю аеропорт комерційного обслуговування в штаті після міжнародного аеропорту Денвера. Авіабаза Петерсон, яка розташована на північній стороні злітно-посадкової смуги 13/31, є орендарем аеропорту.